# Prefectura de Kōchi
La prefectura de Kōchi (高知県, Kōchi-ken) és una prefectura del Japó localitzada a l'illa de Shikoku. A data de l'1 de novembre de 2020, la prefectura de Kôchi tenia una població total de 689.368 persones i una superfície total 7.103 quilòmetres quadrats. La prefectura de Kôchi limita amb la prefectura d'Ehime al nord-oest i amb la prefectura de Tokushima al nord-est.
La capital i municipi més populós de la prefectura és la ciutat de Kōchi, sent altres municipis importants les ciutats de Nankoku, Shimanto i Kōnan. La prefectura de Kôchi es troba localitzada a la costa de l'oceà pacífic, al llarg d'una gran badia al sud de l'illa de Shikoku, sent el seu punt més meridional el cap d'Ashizuri, a la ciutat de Tosa-Shimizu. A la prefectura s'hi troba el castell de Kōchi, a la ciutat homònima, considerat el castell japonès millor conservat i el riu Shimanto, un dels pocs rius sense presa d'aigua del Japó.

## Geografia
El territori de la prefectura de Kôchi comprèn la part sud-oest de l'illa de Shikoku, fent costa amb l'oceà pacífic. Kôchi limita amb la prefectura d'Ehime al nord-oest i amb la prefectura de Tokushima al nord-est. És la més gran, però també la menys populosa de les prefectures de l'illa i regió de Shikoku. Gran part del relleu de la prefectura és muntanyós i només unes zones reduïdes al voltant de les ciutats de Kōchi i Shimanto són planes costeres. La prefectura és coneguda pels seus rius, considerats dels més virgens de tot el Japó. El pic més alt de la prefectura és el mont Inamura, a la vila de Tosa, amb una alçada de 1.506 metres sobre el nivell de la mar.
A data de l'1 d'abril de 2012, prop del 7 percent de la superfície total de la prefectura estava declarada com a parc natural, com ara el parc nacional d'Ashizuri-Uwakai, els parcs quasi nacionals d'Ishizuchi, Muroto-Anan Kaigan i Tsurugisan; així com fins a 18 parcs naturals prefecturals més.

## Història
L'actual prefectura de Kôchi amb pràcticament els mateixos límits geogràfics va ser coneguda des del període Nara fins a la restauració Meiji com a la província de Tosa. Durant el període Sengoku, la província fou controlada i governada pel clan Chōsokabe i durant el període Tokugawa, pel clan Yamauchi.
La ciutat de Kōchi és també lloc de naixement d'en Sakamoto Ryōma, hèroe local i figura de rellevància nacional que fou un dels principals instigadors i defensors de la restauració Meiji.

## Demografia
| 1920    | 1930    | 1940    | 1950    | 1960    | 1970    | 1980    |
| ------- | ------- | ------- | ------- | ------- | ------- | ------- |
| 670.895 | 718.152 | 709.286 | 873.874 | 854.595 | 786.882 | 831.275 |
| 1990    | 2000    | 2010    | 2020    | 2030    | 2040    | 2050    |
| 825.034 | 813.949 | 764.456 | 689.368 | -       | -       | -       |